# Štiavnička (dolina)

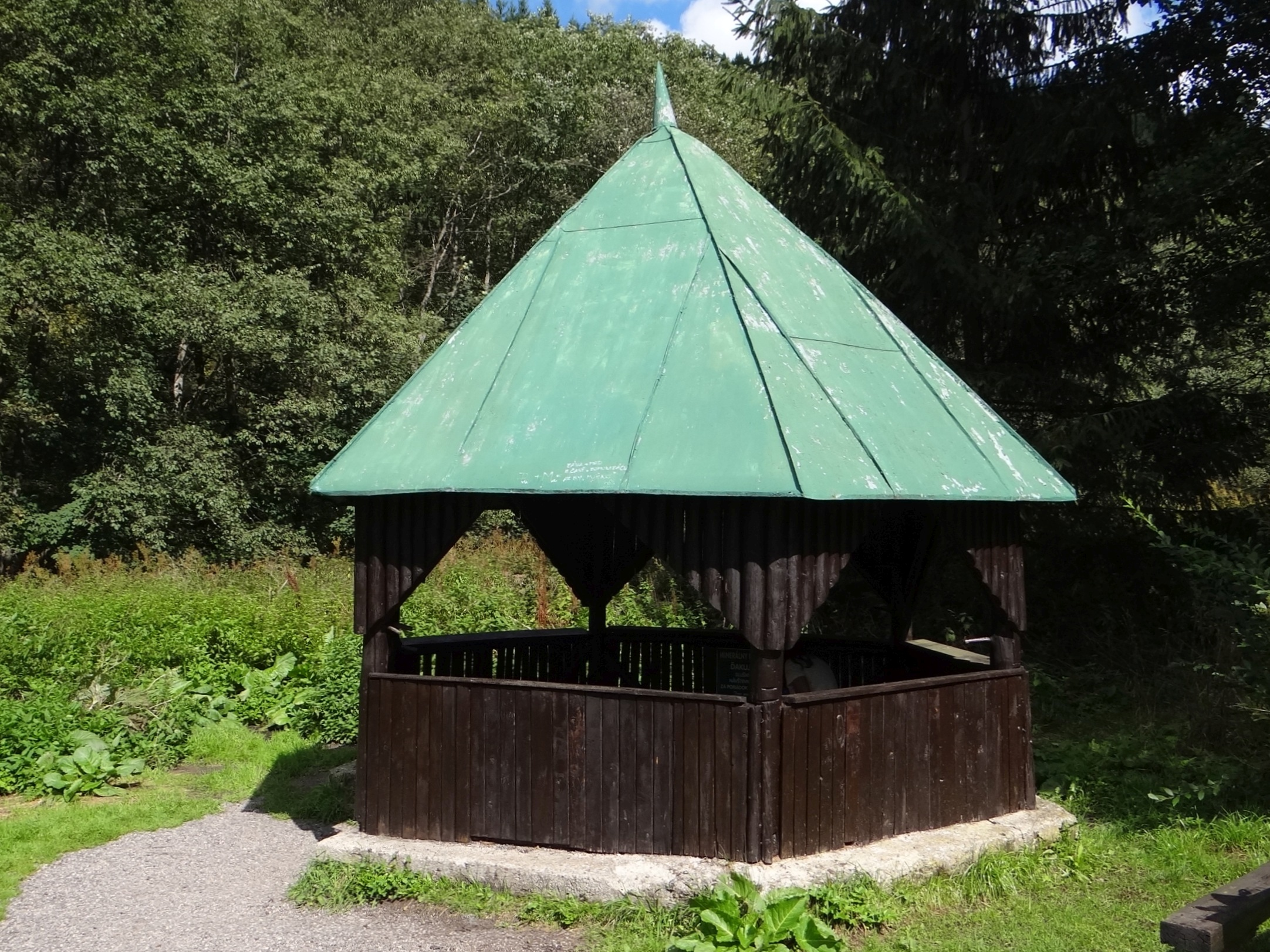
Ujęcie wody mineralnej w dolinie Štiavnička

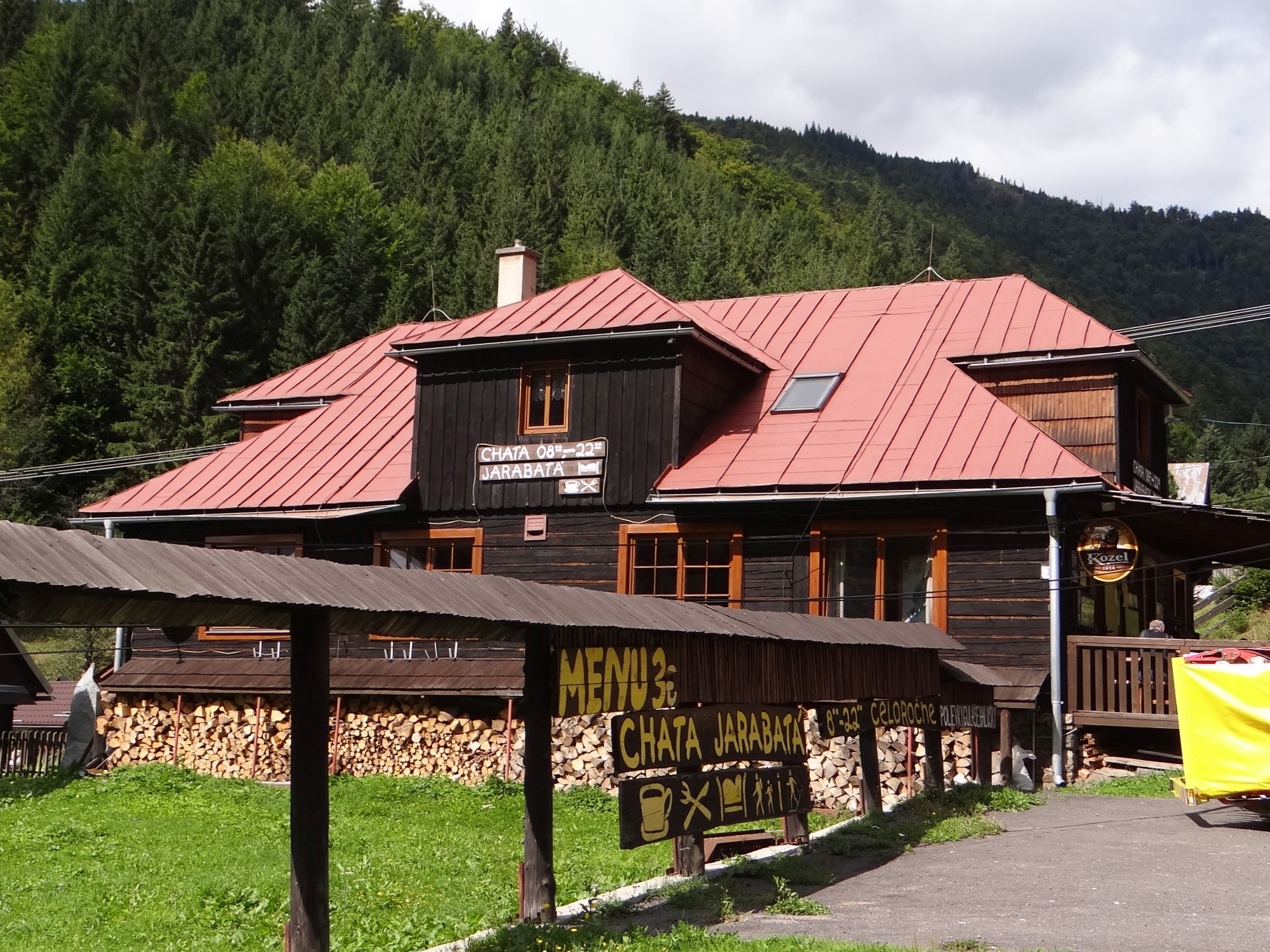
Chata Jarabáta w Hornej Jarabie

Štiavnička – dolina potoku Štiavnička w Niżnych Tatrach na Słowacji. Znajduje się w środkowej części ich południowych zboczy.

## Opis doliny
Pod względem geologicznym Štiavnička składa się z części górnej, zbudowanej z granitów, oraz części dolnej, wapiennej. Dolina ciągnie się od przełęczy Czertowica (Čertovica) na południowy zachód aż do połączenia się z Doliną Bystrą (doliną potoku Bystrianka) we wsi Bystrá. Przedłużeniem doliny Štiavnička w dół jest dolna część doliny Bystrianki. Ciąg tych dwóch dolin tworzy naturalną granicę dzielącą południowe stoki Niżnych Tatr na dwie części; zachodnią – większą i skupiającą wszystkie szczyty przekraczające 2000 m (Ďumbierske Tatry) oraz wschodnią – niższą i nieco mniej rozległą (Kráľovohoľské Tatry). Ďumbierske Tatry tworzą prawe zbocza tych dolin, Kráľovohoľské Tatry lewe. 
Štiavnička ma kilka odgałęzień – bocznych dolinek wcinających się w zbocza Niżnych Tatr. Po prawej stronie są to: Kumštová dolina, Veľká Trojica, Mlynná dolina i Žľab, po lewej Široká dolina, Báchlač, Jasienok. Dolinę niemal całkowicie porasta las. W wyższych partiach gór znajdują się płaty kosodrzewiny, a na płaskich i mało stromych grzbietach dawne hale pasterskie. Bezleśne, zajęte przez zabudowania i pola są odcinki dna doliny, na których znajdują się wsie Jarabá, Mýto pod Ďumbierom i Bystrá. Wyższe partie prawych zboczy doliny znajdują się w obrębie Parku Narodowego Niżne Tatry, w lewych zboczach do parku tego należy tylko niewielka część najwyższych zboczy od Czertowicy po Beňuškę. Doliną poprowadzono jedną z ważniejszych dróg Słowacji – drogę krajową nr 72 z Podbrezovéj przez przełęcz Czertowica do Kráľovej Lehoty.

## Turystyka
Bazą wypadową do zwiedzania Niżnych Tatr może być miejscowość Mýto pod Ďumbierom i położona w górnej części doliny wieś Jarabá. Powyżej jej zabudowań, przy drodze nr 72, jest obudowane, bezpłatne  ujęcie wody mineralnej.
  Horná Jarabá – Kumštová dolina – Kumštové sedlo. Odległość 5 km, suma podejść 577 m, czas przejścia 2 h 5 min (z powrotem 1 h 25 min)
  Horná Jarabá – Czertowica. Odległość 3,4 km, suma podejść 368 m, czas przejścia 1 h 15 min (z powrotem 55 min)
  Mýto pod Ďumbierom – Mlynná dolina – Zelenská Mlynná – Schronisko Štefánika. Odległość 8,1 km, suma podejść 1075 m, czas przejścia 3 h 15 min (z powrotem 2 h 15 min)
  Mýto pod Ďumbierom – Pohánsko – Vagnár – Bujakovo zastávka – Brezno. Odległość 9,3 km, suma podejść 240 m, suma zejść 395 m, czas przejścia 2 h 30 min (z powrotem 2 h 40 min)